# Gypsy-Rose Blanchard
Gypsy-Rose Alcida Blanchard-Anderson (geborene Blanchard; geboren am 27. Juli 1991) ist eine US-amerikanische Münchhausen-Stellvertreter-Überlebende. Sie erlangte weltweite Bekanntheit, als sie in Springfield, Missouri wegen Beihilfe des Mordes zweiten Grades für den Tod ihrer Mutter Dee Dee Blanchard verurteilt wurde, welche Gypsy-Rose lebenslang körperlich, geistig und medizinisch misshandelt hatte. Sie wurde zu zehn Jahren Haft verurteilt.
Sie wurde nach acht Jahren, Ende Dezember 2023, auf Bewährung entlassen. Angesichts der aufsehenerregenden Aspekte von Gypsys Kindheit, darunter die Tatsache, dass ihre Mutter sie zwang, so zu tun, als sei sie behindert und unheilbar krank, erlangte sie große mediale Aufmerksamkeit. Hulu produzierte eine limitierte Serie, The Act (2019), die veröffentlicht wurde, als sie noch im Gefängnis war. Sie wurde in einer Reihe von Fernsehsendungen interviewt, z. B. bei Dr. Phil, und andere Programme basierten auf ihrer Geschichte. Im Jahr 2024 hatte ihre eigene Reality-Show, „Gypsy Rose: Life After Lock Up“ (Leben nach der Haft) auf Lifetime ausgestrahlt.

## Biografie

### Frühe Lebensjahre
Blanchard wurde am 27. Juli 1991 als Tochter der 24-jährigen Clauddine „Dee Dee“ Blanchard (geb. Pitre) und des 18-jährigen Rod Blanchard geboren. Ihre Mutter behauptete schon im Säuglingsalter, dass Gypsy-Rose eine Reihe verschiedener gesundheitlicher Probleme habe. Zunächst erzählte ihre Mutter ihr, dass sie Muskeldystrophie habe und eine Gehhilfe benötige. Als sie etwa sieben oder acht Jahre alt war, wurde sie in einen kleinen Motorradunfall mit ihrem Großvater verwickelt, bei dem sie eine leichte Schürfwunde am Knie erlitt. Danach sagte ihr Dee Dee, dass sie einen Rollstuhl benötige.

### Umzug nach Missouri
Nachdem der Hurrikan Katrina ihr Haus in Louisiana zerstört hatte, lebten Dee Dee und Gypsy-Rose in einem gemieteten Haus in Aurora im Südwesten von Missouri. Während ihrer Zeit dort wurde Gypsy-Rose von der Oley Foundation, die sich für die Rechte von Menschen mit Ernährungssonden einsetzt, als Kind des Jahres 2007 ausgezeichnet. Gypsy wusste die ganze Zeit, dass sie die Ernährungssonde nicht brauchte und dass sie laufen konnte, machte aber aus Angst vor ihrer Mutter mit dieser Scharade weiter. Im Jahr 2008 baute Habitat for Humanity ihnen ein kleines Haus mit einer Rollstuhlrampe und einem Whirlpool als Teil eines größeren Projekts im Norden von Springfield, im Osten, und die beiden zogen dorthin. Die Geschichte einer alleinerziehenden Mutter mit einer schwer behinderten Tochter, die vor den Verwüstungen von Katrina fliehen musste, fand in den lokalen Medien große Beachtung, und die Gemeinde half der Frau, die sich nun Clauddinnea Blancharde nannte und die sie als Dee Dee kannten, häufig.
Viele Menschen, die Gypsy-Rose kennenlernten, waren von ihr bezaubert. Ihre Größe von 1,50 m, ihr fast zahnloser Mund, ihre große Brille und ihre hohe, kindliche Stimme verstärkten den Eindruck, dass sie all die Probleme hatte, die ihre Mutter ihr nachsagte. Dee Dee rasierte Gypsy-Rose regelmäßig den Kopf, um das kahle Aussehen einer Chemotherapie-Patientin zu imitieren, indem sie ihr angeblich sagte, dass es am besten sei, sie im Voraus zu rasieren, da ihre Medikamente schließlich dazu führen würden, dass ihr die Haare ausfielen; Gypsy-Rose trug oft Perücken oder Hüte, um ihre Kahlheit zu verbergen. Wenn sie das Haus verließen, nahm Dee Dee oft einen Sauerstofftank und eine Ernährungssonde mit; Gypsy-Rose wurde bis in ihre 20er Jahre mit dem Kinder-Nahrungsergänzungsmittel PediaSure ernährt.
Dee Dee setzte körperliche Gewalt ein, um ihre Tochter zu kontrollieren, und hielt in Anwesenheit anderer immer ihre Hand fest. Wenn Gypsy-Rose etwas sagte, das darauf hindeutete, dass sie nicht wirklich krank war oder über ihre angeblichen geistigen Fähigkeiten hinausging, drückte ihre Mutter ihre Hand sehr fest, erinnert sie sich. Wenn die beiden allein waren, schlug Dee Dee sie mit ihren offenen Händen oder einem Kleiderbügel.

### Zunehmende Unabhängigkeit
Dee Dee scheint mindestens einmal eine Kopie von Gypsy-Roses Geburtsurkunde gefälscht zu haben, indem sie ihr Geburtsdatum auf 1995 änderte, um die Behauptung zu untermauern, dass sie noch ein Teenager sei; Gypsy-Rose sagte in einem späteren Interview, dass sie 14 Jahre lang nicht wusste, wie alt sie wirklich war. Dee Dee behauptete manchmal auch, dass das Original der Geburtsurkunde bei den Überschwemmungen nach Katrina zerstört wurde. Dee Dee bewahrte jedoch eine weitere Kopie mit Gypsys wahrem Geburtsdatum auf. Gypsy erinnert sich, dass sie diese bei einem ihrer Krankenhausbesuche sah und verwirrt war; Dee Dee sagte ihr, es sei ein Druckfehler.
Gypsy-Rose besuchte seit 2001 Science-Fiction- und Fantasy-Conventions, manchmal in Kostümen, da sie sich mit ihrem Rollstuhl in die vielfältigen und integrativen Gemeinschaften einfügen konnte. Bei einer Veranstaltung im Jahr 2011 unternahm sie möglicherweise einen Fluchtversuch, der damit endete, dass ihre Mutter sie in einem Hotelzimmer mit einem Mann fand, den sie online kennengelernt hatte. Wieder legte Dee Dee die Papiere vor, in denen Gypsy-Roses falsches, jüngeres Geburtsdatum angegeben war, und drohte damit, die Polizei zu informieren. Gypsy-Rose behauptet, dass Dee Dee danach ihren Computer mit einem Hammer zertrümmerte und drohte, dasselbe mit ihren Fingern zu tun, wenn sie sich jemals wieder hinausschleichen würde; Gypsy behauptet, dass sie zwei Wochen lang an ihr Bett gekettet und mit Handschellen gefesselt war, es wurden jedoch keine Handschellen, Leinen oder Ketten in der Wohnung gefunden. Dee Dee erzählte Gypsy-Rose später, dass sie bei der Polizei Papiere eingereicht hatte, in denen sie behauptete, dass Gypsy-Rose geistig unzurechnungsfähig sei, was sie zu der Annahme veranlasste, dass man ihr nicht glauben würde, wenn sie versuchte, bei der Polizei Hilfe zu holen.
Etwa 2012 nahm Gypsy-Rose, die das Internet und das Telefon weiterhin frei nutzte, online Kontakt zu Nicholas Godejohn auf, einem etwa gleichaltrigen Mann aus Big Bend, Wisconsin, den sie nach eigenen Angaben auf einer christlichen Single-Website kennengelernt hatte.
Im Jahr 2014 vertraute Gypsy-Rose der 23-jährigen Nachbarin Aleah Woodmansee (die, ohne zu wissen, dass Gypsy-Rose näher an ihrem eigenen Alter war, sich selbst als „große Schwester“ betrachtete) an, dass sie und Godejohn darüber gesprochen hatten, durchzubrennen und sogar Namen für potenzielle Kinder ausgewählt hatten. Gypsy-Rose, die fünf verschiedene Facebook-Konten besaß und Godejohn flirteten online, wobei ihr Austausch manchmal BDSM-Elemente enthielt, von denen sie inzwischen behauptet, dass er mehr an ihnen interessiert war als sie selbst. Woodmansee versuchte, ihr das auszureden, da sie immer noch der Meinung war, dass Gypsy-Rose zu jung war und möglicherweise von einem Sexualstraftäter ausgenutzt wurde. Sie hielt Gypsy-Roses Pläne nur für „Fantasien und Träume und nichts dergleichen würde jemals wirklich stattfinden“. Trotz Dee Dees Bemühungen, sie an der Nutzung des Internets zu hindern, was so weit ging, dass sie das Telefon und den Laptop ihrer Tochter zerstörte, blieb Gypsy-Rose bis 2014 in Kontakt mit Woodmansee, welche Ausdrucke ihrer Beiträge speicherte.
Im darauf folgenden Jahr arrangierte und bezahlte Gypsy-Rose die Reise von Godejohn nach Springfield. Sie plante, so zu tun, als ob sie Godejohn zum ersten Mal in einem Kino mit ihrer Mutter treffen würde, um dann vorzutäuschen, dass sie auf der Grundlage dieser vermeintlichen Zufallsbegegnung eine Beziehung aufbauen würden. Als sie sich persönlich trafen, so Godejohn, führte Gypsy-Rose ihn auf die Toilette, wo die beiden Sex hatten. Die beiden setzten ihre Internet-Interaktionen fort und begannen, einen Plan zu entwickeln, um Dee Dee zu töten.

### Ermordung von Dee Dee Blanchard
Godejohn kehrte am 10. Juni 2015 nach Springfield zurück und kam an, während Gypsy-Rose und ihre Mutter bei einem Arzttermin waren. Nachdem sie nach Hause zurückgekehrt waren und Dee Dee zu Bett gegangen war, ging er zum Haus der Blanchards. Gypsy-Rose ließ ihn herein und gab ihm angeblich Klebeband, Handschuhe und ein Messer mit der Maßgabe, dass er damit Dee Dee ermorden würde.
Sie versteckte sich im Badezimmer und hielt sich die Ohren zu, damit sie die Schreie ihrer Mutter nicht hören musste. Godejohn stach Dee Dee dann 17 Mal in den Rücken, während sie schlief. Danach hatten die beiden Sex in Gypsy-Roses Zimmer und stahlen mehr als 4400 Dollar in bar, die Dee Dee im Haus aufbewahrt hatte, hauptsächlich aus Unterhaltsschecks. Sie flohen in ein Motel außerhalb von Springfield, wo sie einige Tage blieben, während sie ihren nächsten Schritt planten; während dieser Zeit wurden sie auf Sicherheitskameras in mehreren Geschäften gesehen. Gypsy-Rose sagte, dass sie zu diesem Zeitpunkt glaubte, die beiden seien mit ihrem Verbrechen davongekommen.
Um nicht mit der Mordwaffe erwischt zu werden, schickten sie sie per Post an Godejohns Haus in Wisconsin und nahmen dann einen Bus dorthin. Mehrere Zeugen, die das Paar auf dem Weg zum Greyhound-Bahnhof sahen, bemerkten, dass Gypsy eine blonde Perücke trug und ohne fremde Hilfe ging.

### Ermittlungen und Verhaftung
Nachdem die Freunde der Blanchards beunruhigende Facebook-Beiträge auf Dee Dees Konto gesehen hatten, ahnten sie, dass etwas nicht stimmte. Als die Anrufe unbeantwortet blieben, gingen mehrere Freunde und Nachbarn zum Haus. Die Freunde und Nachbarn wussten zwar, dass die beiden häufig unangekündigt zu Arztbesuchen aufbrachen, aber sie sahen Dee Dees umgebautes Auto noch in der Einfahrt, was eine unangekündigte Fahrt unwahrscheinlich machte. Die Schutzfolien an den Fenstern machten es schwierig, bei schwachem Licht ins Innere zu sehen. Niemand öffnete die Tür, also riefen die versammelten Freunde den Notruf. Als die Polizei eintraf, musste sie auf einen Durchsuchungsbefehl warten, bevor sie das Haus betreten konnte, aber sie erlaubte einem der Nachbarn, durch ein Fenster zu klettern. Er berichtete, dass das Innere des Hauses weitgehend unversehrt war und dass die Rollstühle von Gypsy-Rose vorhanden waren.
Als der Durchsuchungsbefehl ausgestellt wurde, betrat die Polizei das Haus und fand die Leiche von Dee Dee. Nachbarn machten sich Sorgen, wie Gypsy ohne ihren Rollstuhl, ihre Medikamente und Hilfsmittel wie Sauerstoffflaschen und Ernährungssonden zurechtkommen würde. Freunde richteten ein GoFundMe-Konto ein, um die Beerdigungskosten von Dee Dee und möglicherweise auch die von Gypsy-Rose zu bezahlen.
Woodmansee, die zu denjenigen gehörte, die sich auf dem Rasen der Blanchardes versammelt hatten, erzählte der Polizei, was sie über Gypsy-Rose und ihren heimlichen Freund wusste. Sie zeigte ihnen die Ausdrucke, die sie gespeichert hatte und die seinen Namen enthielten. Auf der Grundlage dieser Informationen bat die Polizei Facebook, die IP-Adresse zu ermitteln, von der aus die Beiträge in Dee Dees Konto erstellt worden waren. Es stellte sich heraus, dass diese Adresse in Wisconsin lag, und am nächsten Tag führten Polizeibehörden in Waukesha County eine Razzia im Haus der Godejohns in Big Bend durch. Godejohn und Gypsy-Rose stellten sich und wurden unter dem Vorwurf des Mordes und der bewaffneten Straftat in Gewahrsam genommen.
Die Nachricht, dass Gypsy-Rose in Sicherheit war, wurde in Springfield mit Erleichterung aufgenommen, wohin sie und Godejohn bald darauf ausgeliefert und gegen eine Kaution von 1 Million Dollar festgehalten wurden. Doch bei der Bekanntgabe der Nachricht warnte Jim Arnott, Sheriff (Vereinigte Staaten) von Greene County, dass „die Dinge nicht immer so sind, wie sie scheinen“. Die Medien in Springfield berichteten bald die Wahrheit über das Leben der Blanchards: Gypsy-Rose war nie krank gewesen und hatte immer laufen können, aber ihre Mutter hatte ihr das Gegenteil vorgespielt und sie körperlich misshandelt, um sie zu kontrollieren. Arnott forderte die Menschen auf, der Familie kein Geld zu spenden, bis die Ermittler das Ausmaß des Betrugs kennen.
Gypsy-Rose bekannte sich des Mordes zweiten Grades schuldig und wurde zu einer zehnjährigen Haftstrafe verurteilt. Godejohn wurde des Mordes ersten Grades für schuldig befunden und zu lebenslanger Haft ohne Bewährung sowie zu weiteren 25 Jahren wegen bewaffneter krimineller Handlungen verurteilt.

### Zeit im Gefängnis
Während ihrer Haftzeit verlobte sich Blanchard mit einem Mann namens Ken Urker, den sie über ein Brieffreundschaftsprogramm kennengelernt hatte. Später beendeten sie ihre Beziehung. Im Juli 2022 heiratete sie den Lehrer Ryan Anderson aus Louisiana in einer Gefängniszeremonie, bei der keine Gäste anwesend waren.
Blanchard wurde am 28. Dezember 2023 auf Bewährung entlassen, nachdem sie acht Jahre ihrer zehnjährigen Haftstrafe abgesessen hatte. Sie kündigte an, ihr E-Book, Released: Conversations on The Eve of Freedom (Gespräche am Vorabend der Freiheit) würde im Januar 2024 veröffentlicht werden. Nach ihrer Entlassung begann Blanchard, verschiedenen Nachrichtenagenturen und Fernsehsendern Interviews zu geben. In ihrem ersten Fernsehinterview am 5. Januar sprach sie mit Good Morning America und CNN. Später am selben Tag trat sie in einer Folge von The View (Fernsehsendung) auf, in der sie über ihre Entlassung aus dem Gefängnis und ihre Pläne für die Zukunft sprach.
Blanchard und Anderson drehten eine Doku-Serie über ihr Leben während und kurz nach ihrer Entlassung aus dem Gefängnis. Die Serie mit dem Titel Gypsy-Rose: Life After Lock Up wurde im Juni 2024 auf Lifetime ausgestrahlt.
Am 10. März 2024 löschte Blanchard ihre Instagram- und Twitter-Konten. Auf dem Höhepunkt ihrer Karriere hatte ihr Instagram-Konto 7,8 Millionen Follower. Am 14. März kündigte sie in einem inzwischen gelöschten TikTok an, dass sie ihr Konto behalten wolle, löschte dann aber ihr TikTok. Inzwischen hat sie es wieder aktiviert.

Am 28. März 2024 gab Blanchard die Trennung von Anderson in einer Erklärung auf ihrem privaten Facebook-Account bekannt, die dem Magazin People vorliegt. 
"People have been asking what is going on in my life. Unfortunately my husband and I are going through a separation and I moved in with my parents home down the bayou. I have the support of my family and friends to help guide me through this. I am learning to listen to my heart. Right now I need time to let myself find… who I am."

Auf Deutsch: Die Leute haben mich gefragt, was in meinem Leben vor sich geht. Leider haben mein Mann und ich uns getrennt, und ich bin zu meinen Eltern in den Bayou gezogen. Ich habe die Unterstützung meiner Familie und meiner Freunde, die mir helfen, diese Situation zu meistern. Ich lerne gerade, auf mein Herz zu hören. Im Moment brauche ich Zeit, um mich selbst zu finden... wer ich bin.
Blanchard trat in einer Folge der fünften Staffel der Hulu Reality-Show The Kardashians auf.
Am 30. April 2024 gab Blanchard über TMZ bekannt, dass sie ihre Beziehung mit ihrem Ex-Verlobten Ken Urker wieder aufgenommen hat. Am 9. Juli 2024 gab Blanchard bekannt, dass sie und Urker ihr erstes gemeinsames Kind erwarten. Ihre Tochter Aurora wurde am 28. Dezember 2024 geboren.

## Fiktionalisierungen in der Populärkultur
- 2019 veröffentlichte Hulu eine achtteilige Miniserie, The Act. Joey King spielte Gypsy-Rose und Patricia Arquette die Rolle der Dee Dee.
- Dragqueen BOA spielte Gypsy-Rose beim Snatch Game in Staffel 1 von Canada's Drag Race.[39]

## Dokumentationen und Interviews
| Year | Title                                          | Role                                                                                          | Ref.   |
| ---- | ---------------------------------------------- | --------------------------------------------------------------------------------------------- | ------ |
| 2017 | Mommy Dead and Dearest                         | Dokumentarfilm; erscheint sowohl in einem Interview im Gefängnis als auch in Archivaufnahmen. | [ 40 ] |
| 2017 | Dr. Phil                                       | Gast; Interview im Gefängnis; 2 Episoden                                                      | [ 41 ] |
| 2018 | ABC News Nightline                             | Gast; Interview im Gefängnis                                                                  | [ 11 ] |
| 2018 | Gypsy’s Revenge                                | Interview im Gefängnis; Cameo-Material                                                        | [ 42 ] |
| 2024 | Good Morning America                           | Gast; 2 Episoden                                                                              | [ 43 ] |
| 2024 | The View                                       | Gast; eine Episode                                                                            | [ 44 ] |
| 2024 | The Prison Confessions of Gypsy Rose Blanchard | Dokumentarserie                                                                               | [ 45 ] |
| 2024 | Gypsy Rose: Life After Lock Up                 | Reality-Fernsehserie                                                                          | [ 46 ] |
| 2024 | The Kardashians                                | Gast; eine Episode                                                                            | [ 47 ] |
| 2024 | This Morning                                   | Gast; eine Episode                                                                            |        |